# Menedżer kompozycji

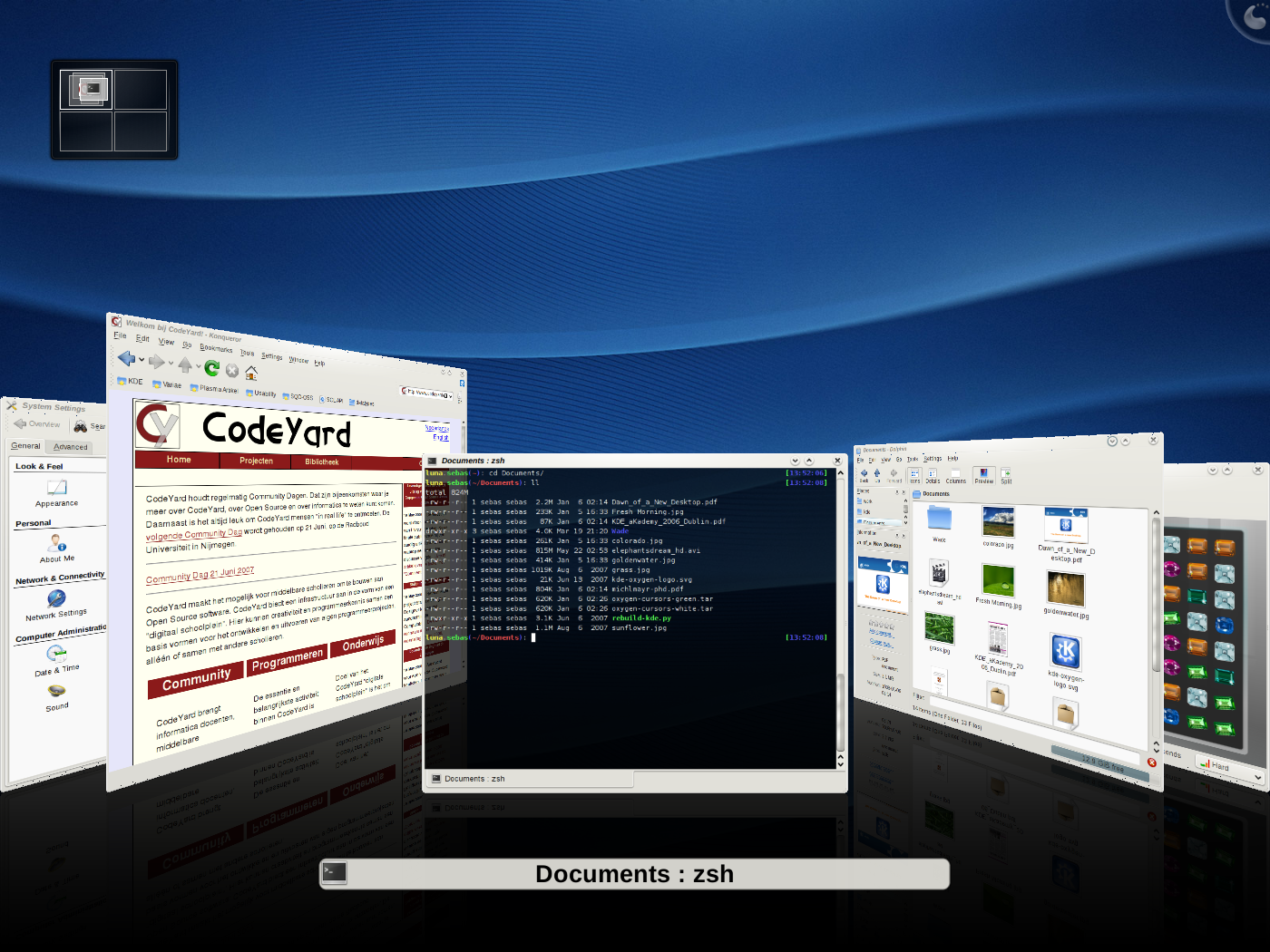
Menedżer kompozycji CoverSwitch w środowisku KDE 4.1 Beta 1

Menedżer kompozycji – proces, który komponuje obrazy. Menedżer kompozycji zajmuje się składaniem okien oraz dodawaniu efektów specjalnych do interfejsu graficznego użytkownika.

## Lista menedżerów kompozycji
- Compiz, KWin, Enlightenment, Xfwm, Mutter (wł. menedżery okien zintegrowane z menedżerami kompozycji) oraz xcompmgr (wyłącznie menedżer kompozycji, niezależny od menedżera okien) dla Linuksa
- Desktop Window Manager, dla systemu operacyjnego Windows Vista, Windows 7 oraz Windows 8
- Quartz Compositor, dla systemu operacyjnego OS X